# Sandozramp
De Sandozramp was een grote brand in een opslaghal van het chemieconcern Sandoz in Bazel (Zwitserland) op 1 november 1986, en de daaropvolgende zeer ernstige verontreiniging van de Rijn door bluswater.
In de hal was circa 1250 ton bestrijdingsmiddelen, oplosmiddelen, kleurstoffen en andere chemicaliën opgeslagen, waarvan vermoedelijk 20-30 ton met het bluswater in de Rijn stroomde. Dit veroorzaakte massale vissterfte van Bazel tot Mannheim. Toen de verontreinigingsgolf op 9 november het Nederlandse deel van de Rijn bereikte was ze al verdund, maar nog steeds giftig genoeg om te leiden tot sterfte onder insecten. De inname van Rijnwater voor de productie van drinkwater moest in Nederland tijdelijk worden gestaakt.  
De Sandozramp wordt gerekend tot de ernstigste milieurampen in West-Europa. Het was de directe aanleiding voor het Rijn Actieprogramma, waarin de Rijnoeverstaten afspraken maakten die uiteindelijk hebben bijgedragen aan het verbeteren van de waterkwaliteit en het ecologisch herstel van de Rijn. Ook werden in Europa na de brand bij Sandoz de richtlijnen voor opslag van chemische stoffen aangescherpt.

## De brand

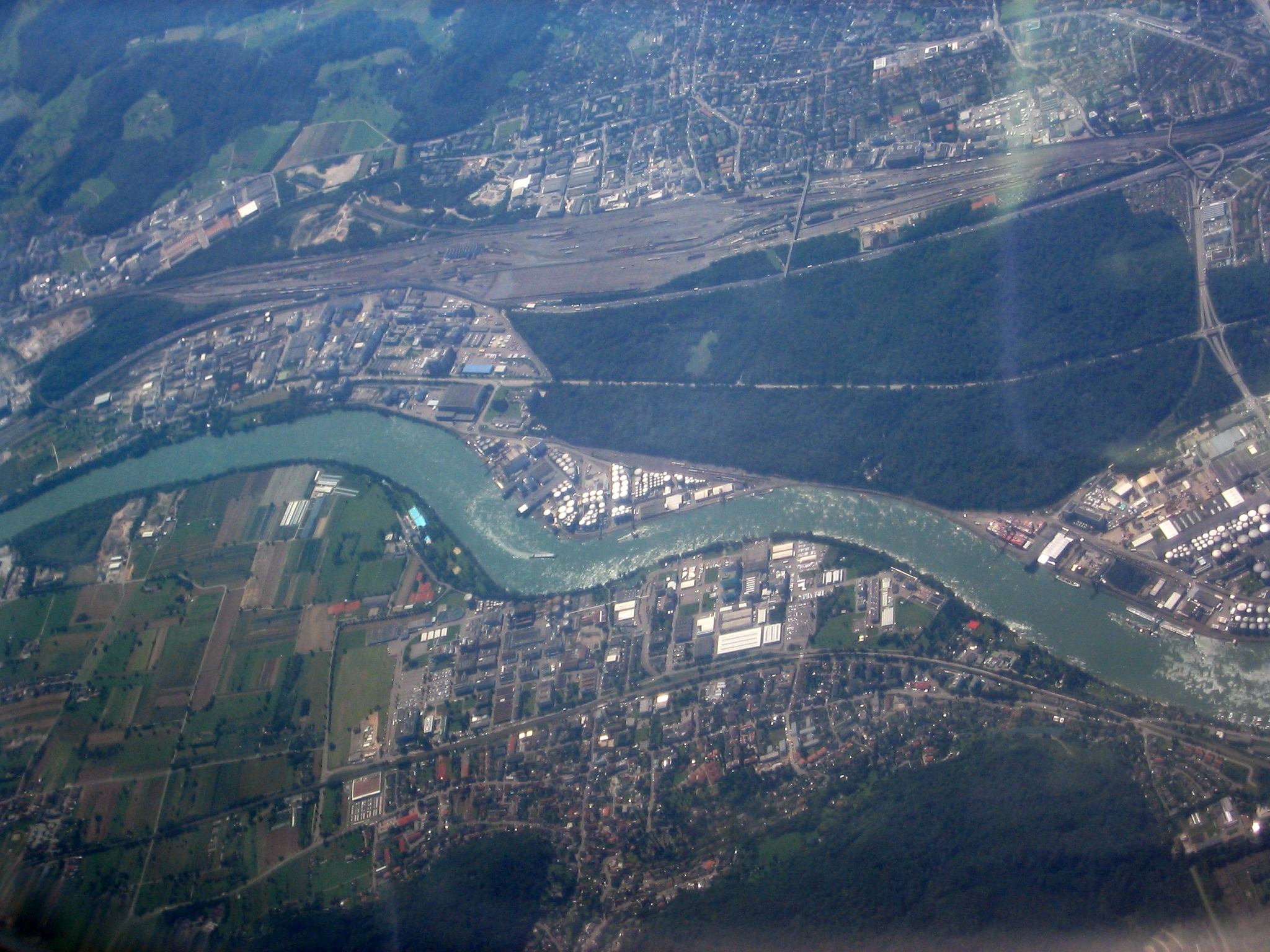
Luchtfoto van de Rijn bij Schweizerhalle (2007)

In de nacht van vrijdag 31 oktober op zaterdag 1 november 1986 brak op het industrieterrein Schweizerhalle bij Bazel brand uit in opslaghal 956 van het chemieconcern Sandoz (sinds 1996 onderdeel van Novartis). In de hal bevond zich ongeveer 1250 ton aan chemicaliën: bestrijdingsmiddelen, oplosmiddelen, kleurstoffen en diverse chemische grond- en hulpstoffen. In de stad Bazel en in het kanton Basel-Landschaft werd de bevolking ‘s nachts door het luchtalarm gewekt, en riep de politie via luidsprekers op om binnen te blijven. Om 3.40 uur was de brand geblust.
In theorie had men de brand gecontroleerd kunnen laten uitbranden. Omdat in een nabijgelegen hal het zeer giftige fosgeen was opgeslagen, besloot de brandweer om het vuur zo snel mogelijk te blussen. Hal 956 werd volledig verwoest. Een groot deel van de chemicaliën was door de brand vernietigd, maar er kwamen ook grote hoeveelheden terecht in de lucht, de bodem en in de Rijn. Het bleef lang onzeker of de gevolgen van de brand bij Sandoz voor de directe omgeving op langere termijn vergelijkbaar zouden kunnen zijn met de milieurampen in Bhopal, Seveso of Tsjernobyl.

## Milieuramp in de Rijn
Het industrieterrein in Schweizerhalle had een afwateringssysteem naar de Rijn; dit kon worden afgesloten, bijvoorbeeld bij een grote olielekkage. In de nacht van de brand werd het systeem niet gesloten. Er was echter zoveel bluswater - tussen 10.000 en 15.000 m3 - dat het ook in de Rijn was gelopen als men het afwateringssysteem wel had gesloten. Het bluswater was zwaar verontreinigd met de stoffen die waren opgeslagen in hal 956, waaronder veel giftige insecticiden, herbiciden en fungiciden. Het ging hier vooral om organofosfor-esters, zoals de bestrijdingsmiddelen disulfoton, thiometon en parathion, en kwikverbindingen (voornamelijk ethylkwikacetaat). Omdat in de hal ook die niet-giftige kleurstof rhodamine was opgeslagen kleurde de Rijn spectaculair rood. Het bluswater stroomde 24 uur lang de Rijn in en vormde een gifgolf van 40 km lang. Geschat wordt dat er 20 - 30 ton landbouwchemicaliën in de rivier terecht zijn gekomen, en 200-2000 kg kwik.

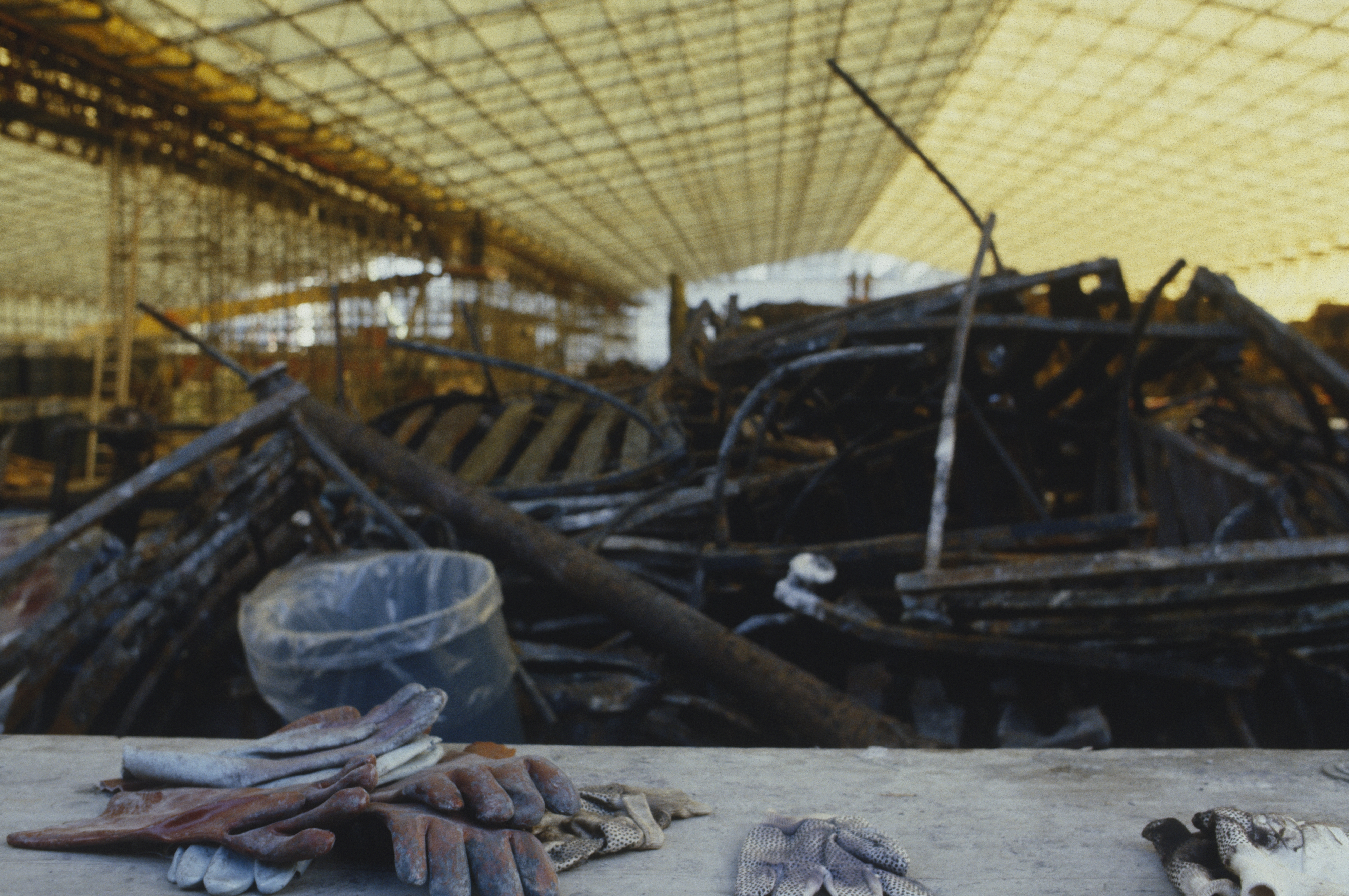
Opslaghal 956 na de brand

### Internationale alarmering
De alarmering en informatievoorziening naar de benedenstroomse gebieden verliep om te beginnen moeizaam. Sandoz verklaarde in eerste instantie dat alleen de onschadelijke kleurstof rhodamine was vrijgekomen.
Het Gewässerschutzambt Basel-Stadt gaf een regionaal alarm waterverontreiniging af. Door een misverstand werd niet direct het internationale waarschuwings- en alarmeringssysteem voor de Rijn in werking gezet. Pas op 2 november om 19.36 uur kreeg de Nederlandse hoofdwaarschuwingspost van Rijkswaterstaat in Arnhem een eerste telexbericht over de ramp. De aanvankelijke berichtgeving vanuit Bazel werd door Nederlandse betrokkenen later omschreven als onvolledig en traag. Het duurde een tijd voordat Sandoz bevestigde dat er meer dan alleen kleurstof in het water terecht was gekomen. Direct onder Bazel konden de waterinlaten voor drinkwaterproductie en landbouw niet altijd op tijd gesloten worden, waardoor zwaar verontreinigd Rijnwater werd binnengelaten. Verder stroomafwaarts kwamen de waarschuwingen wel op tijd.

### Gevolgen
De gevolgen van de lozing van zo'n grote hoeveelheid bestrijdingsmiddelen voor het dierenleven in de Rijn waren  enorm. De totale concentratie aan organofosforhoudende insecticiden liep op tot maximaal 15 μg/l. Bij Bazel stierven alle vissen. Bijzonder opvallend was de aalsterfte over een traject van 400 kilometer tussen Schweizerhalle en de Loreley bij Koblenz. Maar ook andere vissoorten, zoals vlagzalm, beekforel, snoek en snoekbaars, hadden zwaar te lijden. Tot Mannheim was er vissterfte, en tot aan Mainz was er sterfte onder slakken, zoetwatermosselen, wormen en rivierkreeftjes. Door verdunning met water uit de zijrivieren en dispersie daalden de concentraties in de verontreinigingsgolf, die ook langer werd naarmate ze verder de Rijn afzakte. De gifgolf die richting Noordzee stroomde was uiteindelijk 70 km lang.
De sterfte onder verschillende soorten was hoger dan op basis van ecotoxicologische kennis van dat moment werd verwacht. Dit had te maken met een combinatie-effect van de verschillende geloosde stoffen , maar ook met het feit dat de Rijn al chronisch was verontreinigd. De Sandoz-calamiteit was de 25e ernstige verontreiniging van de Rijn van de in totaal 30 incidenten die in 1986 via het internationale waarschuwingssysteem werden gemeld.
In de Rijn werden ook verhoogde hoeveelheden van het onkruidbestrijdingsmiddel atrazine aangetroffen, maar deze stof was niet opgeslagen in de hal. De atrazine bleek afkomstig van het bedrijf Ciba-Geigy. Daar was een ongeluk gebeurd waardoor met atrazine verontreinigd afvalwater in een bassin was achtergebleven; dit was in de Rijn terechtgekomen. Aanvankelijk werd Ciba-Geigy ervan verdacht het verontreinigde afvalwater ongemerkt tijdens de Sandoz-gifgolf te hebben willen lozen, maar de atrazinelozing was al vóór de brand in de opslaghal gebeurd. Het bedrijf had dit echter niet volgens de afspraken gemeld.
De Sandozramp wordt gezien als een van de ernstigste, door menselijk handelen veroorzaakte milieurampen in West-Europa.

## Nederland
In de nacht van 8 op 9 november bereikte de verontreinigingsgolf Lobith. De verspreiding van de verontreinigingsgolf over de Nederlandse Rijntakken, het benedenrivierengebied, het IJsselmeer en de kustwateren kon makkelijk worden gevolgd omdat rhodamine eenvoudig en snel met fluorescentiemeting te bepalen is.

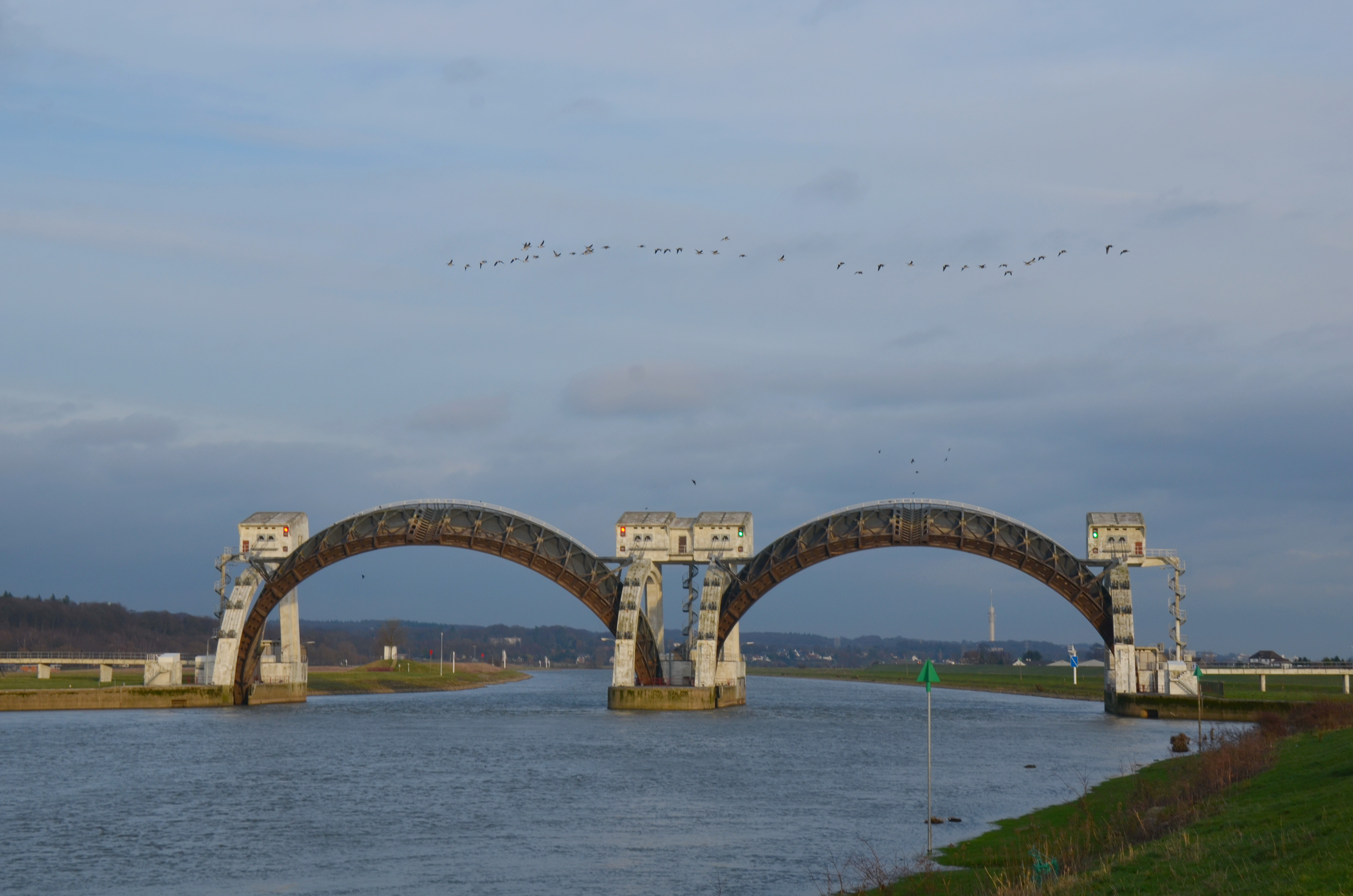
Stuw in de Nederrijn bij Driel (2014). Door deze stuw volledig te openen werd tijdens de Sandozramp de afvoer van verontreinigd water via de IJssel naar het IJsselmeer verminderd

Rijkswaterstaat trof maatregelen om de gevolgen voor de Nederlandse binnenwateren beperkt te houden. De stuw bij Driel (Nederrijn) werd open gehouden om waterafvoer via de IJssel naar het IJsselmeer te beperken. Om de gifgolf zo snel mogelijk via de Nieuwe Waterweg af te voeren, en om de Zeeuwse wateren en het Hollandsch Diep/Haringvliet te beschermen, werden de Volkeraksluizen, de Haringvlietsluizen en de Hollandsche IJsselkering gesloten. De drinkwaterbedrijven stopten de inname van Rijnwater tijdens het passeren van de golf. Landbouwers kregen het advies om voorzichtig te zijn met het drenken van vee. Het eten van vis uit de Rijn werd afgeraden.
In Nederland is dankzij verdunning en dispersie geen vissterfte opgetreden. In Lobith werden concentraties gemeten van 5 μg/l disulfoton en 2 μg/l thiometon, stoffen die daar normaliter niet meetbaar zijn. Het gehalte aan parathion was maximaal 0,03 μg/l. Tijdens de gifgolf waren de kwikgehalten drie keer hoger dan normaal. De verontreiniging leidde in Nederland tot sterfte onder muggelarven en kokerjuffers.
De kop van de verontreinigingsgolf die via de Nieuwe Waterweg was afgevoerd, passeerde op 13 november Hoek van Holland en werd door de stroming in de Noordzee meegevoerd naar het noorden, langs de kust van Zuid-Holland, Noord-Holland en de Waddeneilanden. Op zee werd de verontreinigingsgolf verder verdund en uitgerekt. Pas begin januari 1987 werd er ten noorden van Terschelling geen rhodamine meer gemeten. De kleinere verontreinigingsgolf op de IJssel had al op 11 november het Ketelmeer bereikt en stroomde vandaar in het IJsselmeer, waar ze zich geleidelijk verspreidde. Na 24 november werd er bij metingen in het IJsselmeer niets bijzonders meer vastgesteld.

## Gevolgen en herstel
Het dierenleven in de Rijn herstelde zich sneller dan direct na de Sandozramp werd verwacht. Veel soorten vestigden zich weer in de aangetaste delen van de Rijn vanuit het gebied stroomopwaarts van Bazel, vanuit zijrivieren en kanalen, en vanuit de lucht. Ook in Nederland herstelde de aangetaste insectenfauna zich snel. In de herfst van '87 was de samenstelling van de insectenfauna van de IJssel weer ongeveer dezelfde als voor Sandoz. Het ging hier om soorten met een korte generatietijd, zoals kokerjuffers en dansmuggen.
Tegelijkertijd begonnen invasieve soorten uit andere continenten - zoals de Kaspische slijkgarnaal en de Aziatische mossel - aan een opmars in het Rijnstroomgebied. Deze soorten zijn via de scheepvaart per ongeluk in de Rijn terechtgekomen en kunnen inheemse kreeftachtigen en weekdieren verdringen. Verondersteld wordt dat de ramp in 1986 had geleid tot lege niches in het ecosysteem, waar deze exotische soorten zich makkelijk konden vestigen.
Uit onderzoek bleek dat de gehalten aan organofosfor-bestrijdingsmiddelen en kwik in paling en snoekbaars niet waren gestegen. Ook bij melkvee dat mogelijk in contact was gekomen met verontreinigd water waren er geen effecten meetbaar. Het eten van vis of zuivelproducten kon dus niet hebben geleid tot verhoogde blootstelling van mensen aan de geloosde stoffen. De beroepsvisserij kreeg wel te maken met een afnemende vraag naar zoetwatervis als gevolg van de Sandozramp. De marktprijzen daalden sterk.
 

Op industrieterrein Schweizerhalle heeft het opruimen van het puin en de bodemsanering zes jaar geduurd. De grond was tot een diepte van 11 meter verontreinigd met negen ton pesticiden en 130 kilo organische kwikverbindingen.

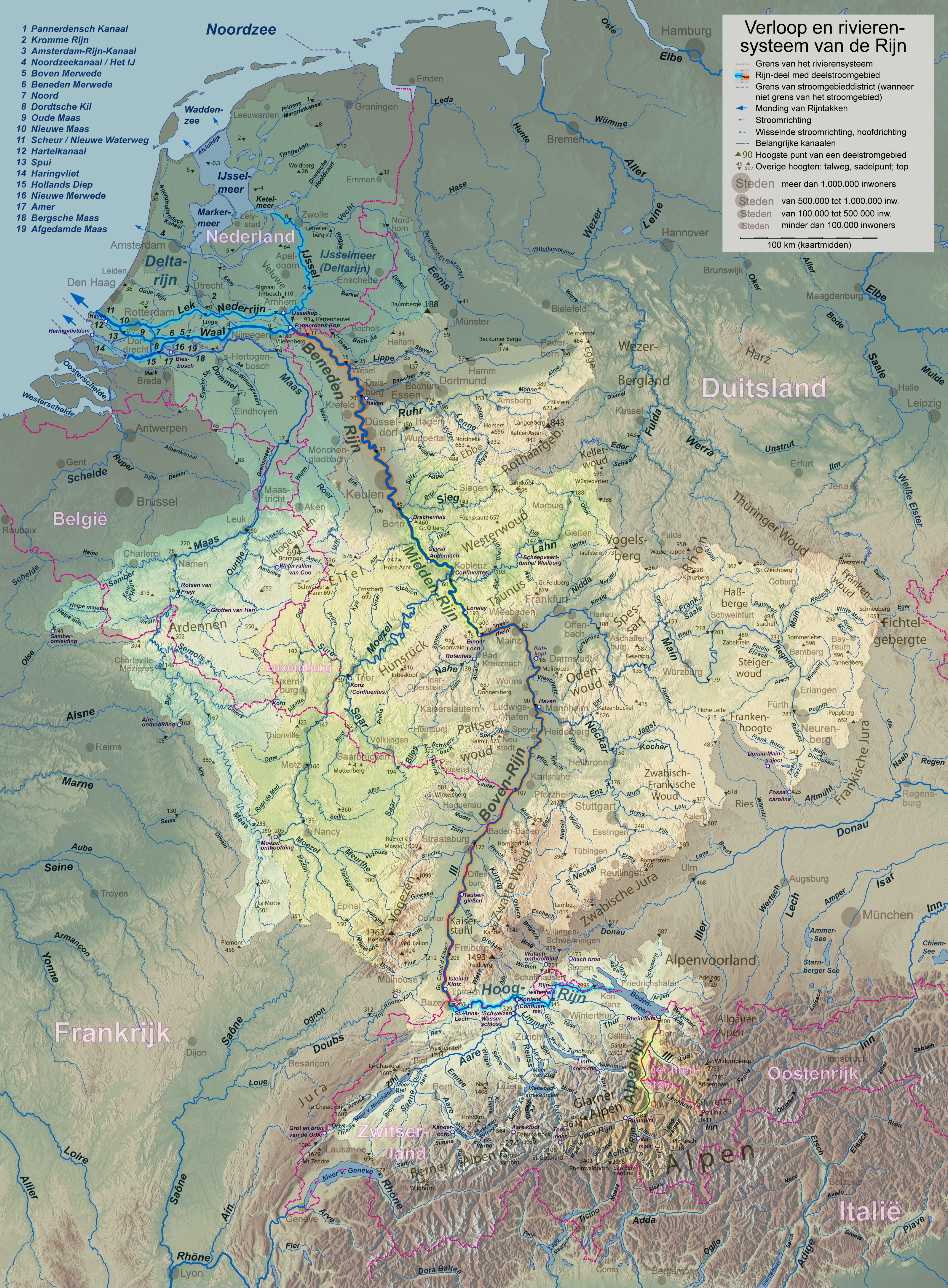
Het stroomgebied van de Rijn

## Media-aandacht en publieke opinie
De Sandozramp kreeg internationaal veel aandacht van de media. Beelden van de roodgekleurde Rijn, de dode vissen en ook het optrekken van de stuwen in de Nederrijn gingen de wereld over. In Zwitserland was de bevolking verbijsterd en geschokt dat zoiets had kunnen gebeuren.
In de landen langs de Rijn was er grote publieke verontwaardiging over de schade die de Rijn door de Sandozramp had geleden. Actiegroepen en groene partijen probeerden al langer om aandacht te krijgen voor de verontreiniging van de Rijn. Zij konden nu met de foto’s van felrood rivierwater en dode vissen in de hand de overheid onder druk zetten om actie te ondernemen. Soms werd hierbij het beeld gepresenteerd dat men in Zwitserland achteloos omging met waterkwaliteit. Zwitserland zuiverde echter in 1986 al 100% van het stedelijk en industrieel afvalwater, wat in andere landen van Europa op dat moment nog niet het geval was.

## Politieke reactie
Al op 12 november 1986, nog voordat de verontreinigingsgolf de Noordzee had bereikt, kwamen de verantwoordelijke ministers uit de Rijnoeverstaten bij elkaar in Zürich om te overleggen. Voor Nederland nam minister Kroes van Verkeer en Waterstaat deel, die als eerste ervoor pleitte om de Sandozramp te gebruiken als aanleiding voor het ecologisch herstel van de Rijn. Bij een volgende bijeenkomst op 19 december 1986 kwamen de ministers een Rijn Actieprogramma overeen.
Het Rijn Actieprogramma had drie doelen. Hogere levensvormen, bijvoorbeeld trekvissen als zalm en steur, die vroeger inheems waren in de Rijn moesten in 2000 weer terug zijn. Uit Rijnwater moest met eenvoudige technieken drinkwater kunnen worden bereid. Baggerslib uit de Rijn moest op land kunnen worden verwerkt, of in zee worden gestort zonder nadelige gevolgen voor het milieu. In 1991 kwam hier nog een vierde doel bij: het Rijn Actieprogramma moest ook bijdragen aan verbetering van de ecologie van de Noordzee. Concreet verplichtte elke Rijnoeverstaat zich om in 1995 de vervuiling met ten minste 50% terug te brengen. 
Het Rijn Actieprogramma was een van de eerste grensoverschrijdende milieuprojecten in Europa, en was succesvol. Er werd door de Rijnoeverstaten geïnvesteerd in schonere productieprocessen en betere waterzuivering. In 1998 waren voor 80% van de prioritaire stoffen als kwik, lood, cadmium en dioxine de doelstellingen bereikt. Om de ecologische doelstelling (terugkeer van trekvissen) te bereiken werden paaiplaatsen hersteld, vispassages gebouwd en het beheer van de Haringvlietsluizen de sluizen in de Afsluitdijk aangepast zodat de vissen vanuit zee de rivier konden bereiken. Het water van de Rijn werd schoner en er waren minder vaak ongelukken die ernstige verontreiniging tot gevolg hebben.

## Onderzoek, juridische afhandeling en wetgeving

### Strafrechtelijk
De exacte oorzaak van de brand kon ook na jarenlang onderzoek niet met 100% zekerheid worden vastgesteld. Hoogstwaarschijnlijk is bij het verpakken van de kleurstof Pruisisch blauw in krimpfolie de inhoud gaan schroeien; dit leidde enkele uren later tot de brand. Dit kon echter niet met voldoende zekerheid worden vastgesteld om er binnen het Zwitserse strafrecht consequenties aan te verbinden. Uiteindelijk werden er geen medewerkers van Sandoz aangeklaagd voor het veroorzaken van de brand of verantwoordelijk gesteld voor de gevolgen daarvan. Wel werden in 1992 het hoofd bedrijfsveiligheid en het hoofd van de bedrijfsbrandweer veroordeeld tot boetes van 3500 resp 500 Zwitserse frank wegens waterverontreiniging: ze hadden na de brand het terrein laten schoonspuiten waardoor nog meer verontreinigd water in de Rijn was gelopen.
In 2000 verklaarde een voormalige CIA medewerker in een documentaire van de Duitse zender ZDF dat de DDR veiligheidsdienst Stasi de brand zou hebben gesticht om de aandacht af te leiden van de ramp in de kerncentrale in Tsjernobyl.
Sandoz betaalde 43 miljoen Zwitserse frank als schadevergoeding aan personen en instanties in Zwitserland, Frankrijk, Duitsland en Nederland. In totaal werden er meer dan 1100 verzoeken tot schadevergoeding ingediend. Voor het overgrote deel werden de kosten van schadevergoeding gedekt door de aansprakelijkheidsverzekering van Sandoz.  Het bedrijf stortte ook 10 miljoen frank in een fonds voor ecologisch onderzoek in de Rijn. Dit fonds ondersteunde tussen 1987 en 1992 36 wetenschappelijke projecten.

### Wet-en regelgeving
De Sandozramp ondermijnde het vertrouwen in het vermogen van de chemische industrie om zichzelf te reguleren. In Zwitserland werden als direct gevolg van de brand een verordening inzake zware ongevallen (StFV) ingevoerd en inspectiediensten voor de chemische veiligheid opgericht. Ook werden de regels betreffende de strafrechtelijke aansprakelijkheid van ondernemingen aangescherpt. De ramp leidde in Europa tot strengere regels voor opslag van chemische stoffen.

## Nagedachtenis
In het Munster van Bazel verwijst het kunstwerk Markttische (markttafels) van de Zwitserse beeldhouwster Bettina Eichin naar de Sandozramp. Het werk bestaat uit twee bronzen markttafels en een trommel. De ene tafel is volgeladen met groente, fruit en bloemen, op de andere tafel zouden volgens het oorspronkelijke ontwerp wetboeken en perkamentrollen liggen. Het kunstwerk was in 1986, vóór de ramp, door Sandoz in opdracht gegeven. Het was bedoeld als geschenk aan de stad Bazel ter gelegenheid van het honderdjarig bestaan van het concern dat jaar. Het zou op het marktplein in de oude stad worden geplaatst en verwijzen naar de dubbele functie die zo'n plein van oudsher had: een plaats voor handel en overleg over het stadsbestuur. 
Aan Eichin was volledige artistieke vrijheid beloofd. Toen ze na de brand aangaf dat ze in het kunstwerk een subtiele verwijzing naar de ramp wilde verwerken, trok Sandoz de opdracht in en weigerde te betalen. Eichin paste het ontwerp aan en maakte het kunstwerk in eigen beheer - en op eigen kosten - af. De tweede tafel is nu leeg; Eichin noemde dit tabula rasa. Op het tafelblad is het gedicht Die Vergänglichkeit (De vergankelijkheid) van de in Bazel geboren dichter Johann Peter Hebel (1760-1826) aangebracht, en de tekst  "Z.B. Basel. 1. Nov. 1986, 00.19H"  (B.v. Bazel, 1 nov. 1986, 00:19u). Dit is een verwijzing naar het moment dat de brand uitbrak. Het kunstwerk werd in 1991 in bruikleen in het munster geplaatst. Door fondsenwerving onder de bevolking van Bazel werd Eichin later alsnog betaald. Zij schonk het kunstwerk in 2010 aan de inwoners van de stad.

Het kunstwerk Markttische van Bettina Eichin verwijst naar de Sandozramp
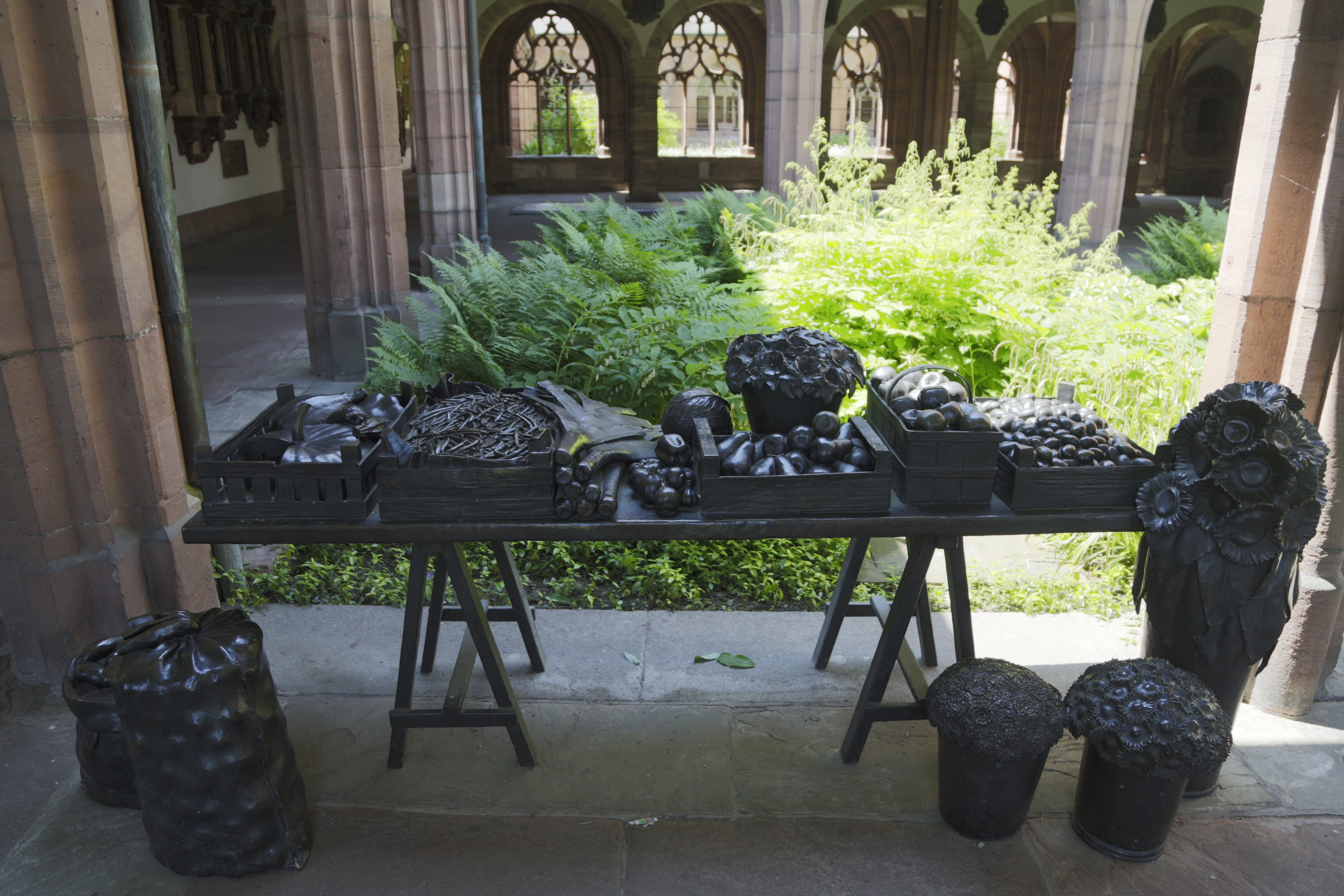
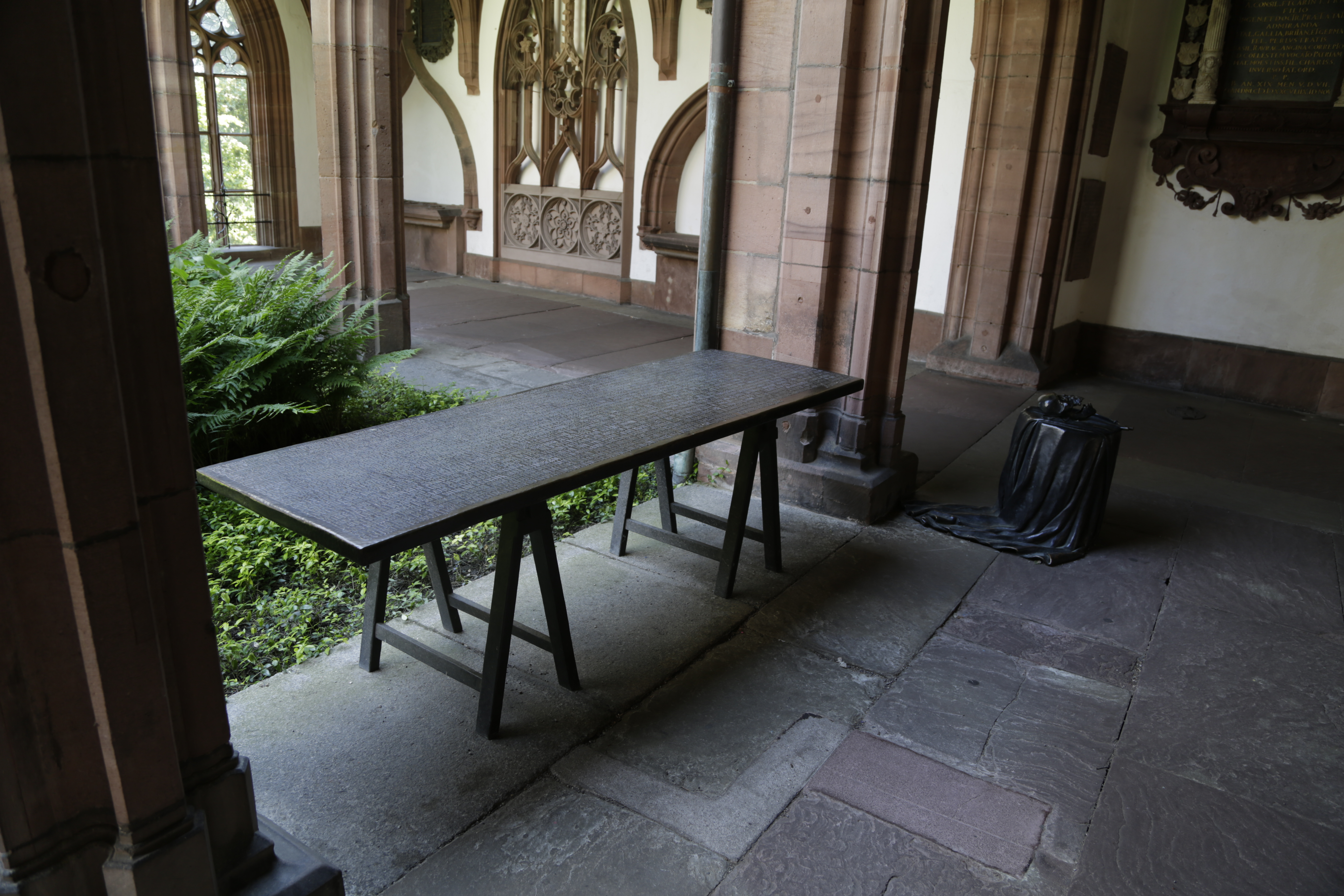
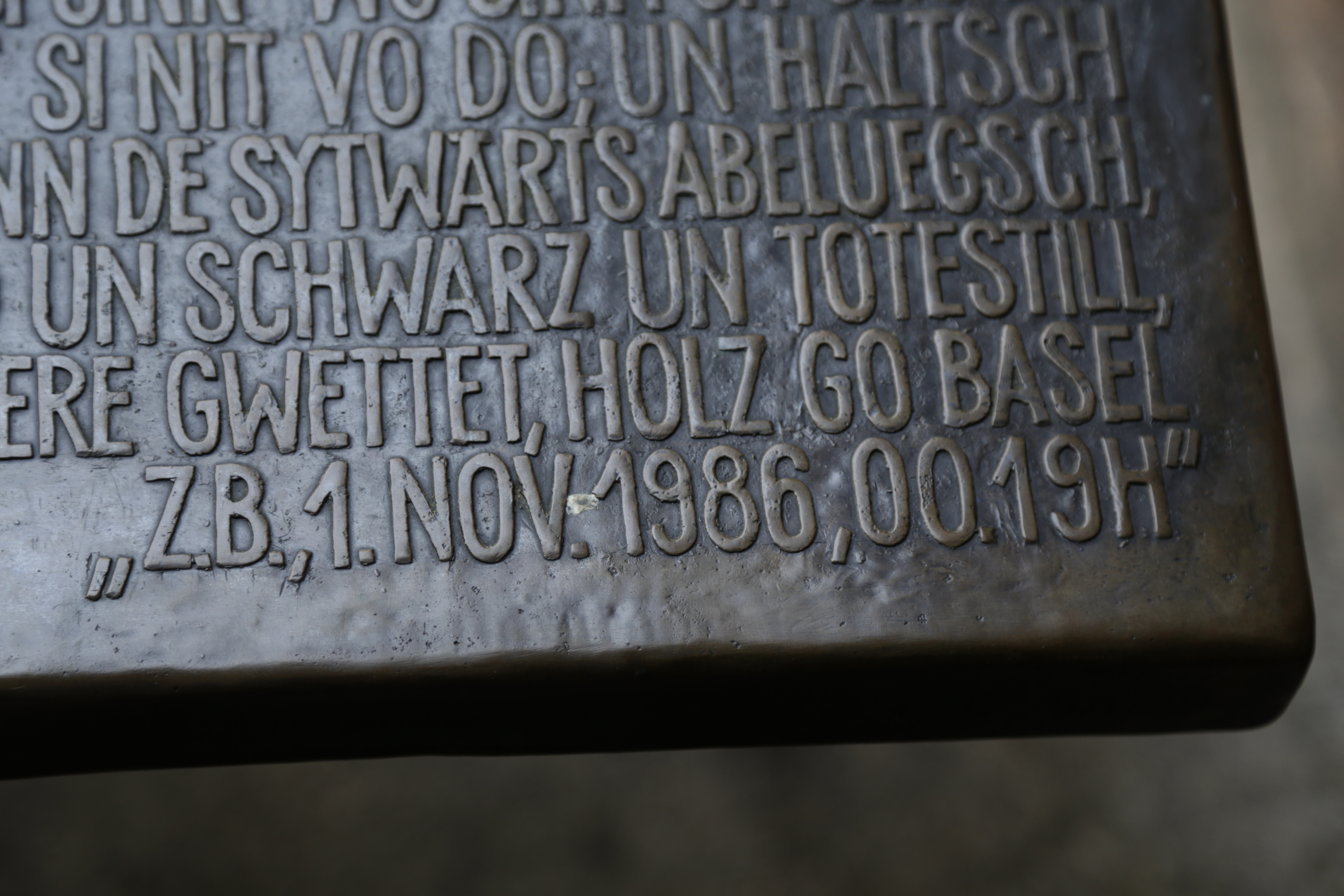
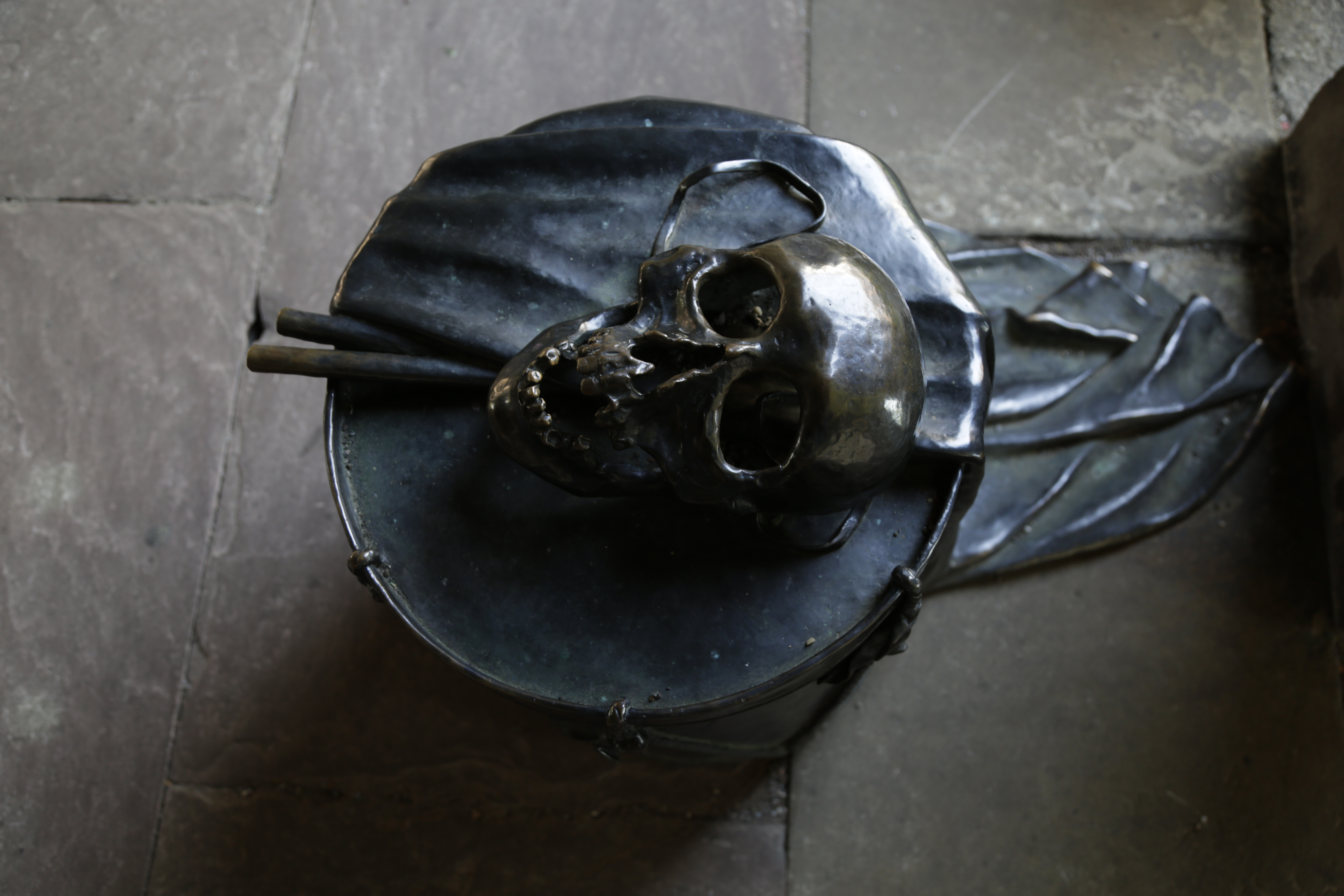